# J. Michael Kosterlitz
John Michael Kosterlitz és un professor escocès de física a la Universitat de Brown, una universitat privada nord-americana. Fill del professor de bioquímica Hans Kosterlitz. Fou llorejat el 2016 amb el Premi Nobel de Física, juntament amb David J. Thouless i Duncan Haldane, per estudiar la física de la matèria condensada.

## Educació i joventut
Nasqué el 22 de juny de 1942 a Aberdeen, Escòcia,
d'una família d'emigrants, fill del pioner de la bioquímica
Hans Walter Kosterlitz i de Hannah Gresshorner. Feu la seva llicenciatura i després un màster a Gonville and Caius College, Cambridge.
El 1969, va obtenir un doctorat a Brasenose College, Oxford.

## Carrera i de recerca
Després d'ocupar diversos llocs de post doctorat, incloent-hi projectes a la Universitat de Birmingham, col·laborant amb David J. Thouless,
i a la Universitat Cornell,
fou nomenat per la facultat de la Universitat de Birmingham el 1974,
primer com a professor i, més tard, com a lector. Des de l'any 1982, ha estat professor de física a la Universitat de Brown. Kosterlitz actualment és professor visitant a l'Aalto University de Finlàndia.
Kosterlitz fa recerca en teoria de la matèria condensada, de física d'una i dues dimensions; en transicions de fase: sistemes aleatòris, localització electrònica i cristall d'espín; i en la dinàmica crítica: de fusió i de congelació.

### Física de la matèria condensada
És especialment conegut pels descobriments teòrics de les fases topològiques de la matèria i les transicions de fases topològiques que feu amb David J. Thouless (1973. La transició de Kosterlitz–Thouless té propietats inusuals, per exemple, no és una transició de fase de segon ordre. Es produeix en un model d'espín de dues dimensions, el model XY, que es pot considerar com una transició de fase en què es descompon en parells d'excitacions de vòrtex (aquests vòrtex o remolins són excitacions topològicament estables en el model XY).

### Física estadística
A més Kosterlitz ha investigat nombrosos fenòmens en física estadística, per exemple, els processos de creixement en les superfícies de estructura cristal·lina de cristall d'espín i localització d'electrons. En física, el principi de localització, també conegut com el principi de la divisibilitat, és un principi on els objectes distants poden tenir una influència directa un sobre l'altre i, en canvi, un objecte pot no ser influenciat pel seu entorn immediat. Aquest principi, derivat de la relativitat especial que ja fou declarat per Albert Einstein, és aplicat.

## Premis i distincions
Michael Kosterlitz fou llorejat amb el Premi Nobel de Física en el 2016,
el Maxwell Medal and Prize de l'Institut Britànic de Física (1981) i el Lars Onsager Prize de la American Physical Society (2000), sobretot, pel seu treball en la transició de Kosterlitz–Thouless. Des de l'any 1993, és membre de la American Physical Society.

## Publicacions seleccionades
- Kosterlitz, J. M.; Thouless, D. J. «Ordering, metastability and phase transitions in two-dimensional systems». Journal of Physics C: Solid State Physics, 1973, pàg. 1181-1203. DOI: 10.1088/0022-3719/5/8/007. ISSN: 0022-3719.
- Kosterlitz, J. M. «Critical properties of the two-dimensional XY-model». Journal of Physics C: Solid State Physics, 1974, pàg. 1046. DOI: 10.1088/issn.0022-3719. ISSN: 0022-3719.
- Kim, J. M.; Kosterlitz, J. M. «Growth in a restricted solid-on-solid model». Physical Review Letters, 19, 08-05-1989, pàg. 2289. DOI: 10.1103/PhysRevLett.62.2289. ISSN: 0031-9007.
- Drolet, F.; Elder, K. R.; Grant, M.; Kosterlitz, J. M. «Phase-field Modeling of Eutectic Growth». Physical Review. E, 10, 01-06-2000, pàg. 6705. DOI: 10.1103/PhysRevE.61.6705. ISSN: 1063-651X.